# Management
Il management (lett. "gestione") è l'insieme delle azioni da porre in essere affinché un'organizzazione, ad esempio un'impresa, possa perseguire gli obiettivi prefissati nella pianificazione aziendale e compiere scelte riguardanti le relazioni tra i suoi elementi costitutivi (persone e tecnologie).
A volte, per traslazione, si utilizza il termine management (e top management) per indicare la "direzione" ovvero l'insieme delle persone che ricoprono ruoli di comando e responsabilità (top management è reso in "alta direzione", cioè il vertice aziendale).

## Differenza tra gestione e governo
La gestione si distingue dal governo di un'azienda, che spetta alla proprietà dell'imprenditore. La proprietà assume le decisioni strategiche di lungo termine, quali: modifiche al perimetro dell'azienda (fusione, incorporazione, cessione di ramo di azienda, creazione di patrimoni "vincolati" destinati ad uno specifico affare), cambio del nome e della marca, acquisto o cessione di asset materiali o finanziari, adozione di politiche e codici etici.